# Спасательные глубоководные аппараты проекта 1837
Спасательные глубоководные аппараты проекта 1837 — тип спасательных глубоководных аппаратов, использовавшихся Военно-морским флотом СССР и ВМФ России.

## История создания
В 1967 г. ЦКБ «Лазурит» разработало технический проект спасательного подводного снаряда, доставляемого к месту применения как специализированным носителем — спасательным судном или подводной лодкой, так и в случае соответствующего переоборудования — боевой подводной лодкой или надводным кораблем. Главный конструктор проекта — Б. А. Леонтьев, главный наблюдающий от ВМФ — А. И. Никитинский.
Автономный подводный спасательный аппарат проекта 1837 предназначен для спасения личного состава затонувших подлодок с глубин до 500 м путём приема подводников в снаряд и транспортировку их на спасательную подводную лодку или надводный корабль; дополнительный поиск и обследование затонувшей подлодки после её обнаружения поисковыми спасательными силами; оказание помощи личному составу затонувшей подлодки путём передачи продуктов питания, средств регенерации и одежды.
Переход спасаемых из затонувшего подводного судна осуществляется через расположенную в нижней части снаряда специальную камеру присоса. Кроме того, он может осуществлять дополнительный поиск и обследование различных подводных объектов и отдельные работы манипуляторами.
Спасательный аппарат может эксплуатироваться при волнении до 4 баллов и буксироваться при этом со скоростью 5 узлов, способен совершить без подзарядки собственных аккумуляторных батарей два рейса к аварийному объекту. За счет собственной плавучести подводный аппарат поднимает груз массой до 1,3 т.

## Построенные аппараты
| Наименование корабля | Наименование корабля | Заводской номер | Даты       | Даты       | Даты               | Примечания                                                        |
| Наименование корабля | Наименование корабля | Заводской номер | закладки   | спуска     | вступления в строй | Примечания                                                        |
| -------------------- | -------------------- | --------------- | ---------- | ---------- | ------------------ | ----------------------------------------------------------------- |
| Проект 1837:         |                      |                 |            |            |                    |                                                                   |
| 1                    | АС-1                 | 10127           | 22.10.1969 | 1970       | 05.11.1971         | до 1977 — АПС-1                                                   |
| 2                    | АС-2                 | ?               | 28.02.1972 | 09.1973    | 29.12.1973         | до 1977 — АПС-2                                                   |
| 3                    | АС-3                 | ?               | 04.02.1974 | 11.1974    | 25.08.1975         | до 1977 — АПС-3                                                   |
| 4                    | АС-5                 | ?               | 04.03.1976 | 15.10.1977 | 28.04.1978         | до 1977 — АПС-5, с 2017 — экспонат в парке «Патриот» г. Кронштадт |
| 5                    | АС-11                | ?               | 06.05.1977 | 13.07.1978 | 28.12.1978         |                                                                   |
| Проект 1837К:        |                      |                 |            |            |                    |                                                                   |
| 1                    | АС-16                | 06003           | 29.08.1978 | 25.05.1980 | 29.11.1980         |                                                                   |
| 2                    | АС-18                | 06004           | 11.05.1979 | 16.09.1980 | 30.12.1980         |                                                                   |
| 3                    | АС-14                | 06005           | 24.04.1980 | 04.09.1981 | 10.09.1981         |                                                                   |
| 4                    | АС-19                | 06006           | 15.01.1981 | 04.11.1981 | 30.12.1981         |                                                                   |

### Построенные аппараты проекта 1837
- Спасательный подводный снаряд «АС-1» — заложен 22 октября 1969 года в Горьком, «Красное Сормово им. А. А. Жданова» (заводской № 10127) как автономный поисковый снаряд «АПС-1». Спущен на воду в 1970 году, вступил в строй 5 ноября 1971 года. Являлся головным аппаратом в своей серии. В 1971-73 годах успешно прошел опытную эксплуатацию на Черноморском флоте. Входил в состав 288-й группы подводных лодок спецназначения АСС КЧФ. В 1977 году был переклассифицирован в автономные подводные спасательные аппараты с переименованием в «АС-1». Активно участвовал в учениях флота, выполнял задачи боевой службы (на борту спасательного судна), привлекался для поисковых и специальных работ различного назначения. 30 ноября 1990 года был исключен из состава ВМФ в связи со сдачей в ОФИ.

- Спасательный подводный снаряд «АС-2» — заложен 28 февраля 1972 года в Горьком, «Красное Сормово им. А. А. Жданова» как автономный поисковый снаряд «АПС-2». Спущен на воду в 1973 году, вступил в строй 29 декабря 1973 года. Проходил службу на Тихоокеанском флоте, базировался на подводной лодке БС-486 проекта 940 «Ленок». В 1977 году был переклассифицирован в автономные подводные спасательные аппараты с переименованием в «АС-2». Активно участвовал в учениях флота, выполнял задачи боевой службы (на борту спасательного судна), привлекался для поисковых и специальных работ различного назначения, в том числе в сентябре 1977 года обнаружил утерянную ядерную боеголовку. С 1981 года снят с подводной лодки в связи с заменой на аппарат типа 1837К, базировался у пирса. В 1989 году был исключен из состава ВМФ в связи со сдачей в ОФИ.

- Спасательный подводный снаряд «АС-3» — заложен 4 февраля 1974 года в Горьком, «Красное Сормово им. А. А. Жданова» как автономный поисковый снаряд «АПС-3». Спущен на воду в 1974 году, вступил в строй 25 августа 1975 года. Проходил службу на Тихоокеанском флоте, базировался на подводной лодке БС-486 проекта 940 «Ленок». В 1977 году был переклассифицирован в автономные подводные спасательные аппараты с переименованием в «АС-2». Активно участвовал в учениях флота, выполнял задачи боевой службы (на борту спасательного судна), привлекался для поисковых и специальных работ различного назначения. С 1981 года снят с подводной лодки в связи с заменой на аппарат типа 1837К, базировался у пирса. В 1993 году был исключен из состава ВМФ в связи со сдачей в ОФИ.

- Спасательный подводный снаряд «АС-5» — заложен 4 марта 1976 года в Горьком, на заводе «Красное Сормово им. А. А. Жданова» как автономный поисковый снаряд «АПС-5». В 1977 году аппарат был переклассифицирован в автономные подводные спасательные аппараты с переименованием в «АС-5». Спущен на воду 15 октября 1977 года, вступил в строй 28 апреля 1978 года. Входил в состав 288-й группы подлодок специального назначения 37-й бригады АСС Краснознамённого Черноморского Флота. Активно участвовал в учениях флота, выполнял задачи боевой службы (на борту спасательного судна), привлекался для поисковых и специальных работ различного назначения. С 1998 года после расформирования 288-й ГПЛСН и по 2006 год базировался на спасательном судне «Коммуна», с борта которого осуществлял погружения. В 2007 году был передан в состав 54-й бригады спасательных судов Балтийского флота РФ. Из Севастополя на корабле был доставлен в Новороссийск, затем в октябре 2007 года железнодорожным транспортом был перевезен в Ломоносов, для чего была использована низкая железнодорожная платформа большой грузоподъёмности. Входил в состав 54 бригады спасательных судов (Балтийск), Балтийский флот, базировался на спасательном судне «СС-750» (переоборудованный по пр.141С бывший килектор «КИЛ-140»). С 2017 года установлен в Кронштадте как экспонат парка «Патриот».

- Спасательный подводный снаряд «АС-11» — заложен 6 мая 1977 года в Горьком, на заводе «Красное Сормово им. А. А. Жданова». Спущен на воду 13 июля 1978 года, вступил в строй 28 декабря 1978 года. Входил в состав 288-й группы подлодок спецназначения 37-й бригады АСС КЧФ. Активно участвовал в учениях флота, выполнял задачи боевой службы (на борту спасательного судна), привлекался для поисковых и специальных работ различного назначения. 22.05.1998 г. был исключен из состава ВМФ в связи со сдачей в ОФИ.

### Построенные аппараты проекта 1837К
В начале 1980-х годов были построены четыре аппарата по усовершенствованному проекту 1837К. В отличие от предшественников, они могли использоваться не только для спасательных операций, но и для проведения глубоководных работ. АС-16 и АС-18 базировались на подводной лодке БС-257, аппараты АС-14 и АС-19 — на подводной лодке БС-486, но работали и с других носителей. Все аппараты были выведены из состава флота в 1995—1996 годах.

## Оценка проекта
Анализ опыта выполнения подводных работ с помощью ПА в интересах ПСС ВМФ за период с 1975 по 1990 г. показал, что их объем из года в год возрастал. Так, если с 1976 по 1985 г. по всем флотам ПА было выполнено около 550 работ, то с 1986 по 1990 г. только на ЧФ — около 500. Из них более 50 работ по подъему различных грузов. В ходе этих работ было поднято около 30 единиц затонувшего оружия, стоимость отдельных образцов которого превышала стоимость создания ПА. Перечень некоторых подводных работ приведен ниже.
- Участие в поиске южнокорейского самолета «Boeing-747», сбитого в воздушном пространстве СССР 1 сентября 1983 г. и упавшего в Охотском море (АС-14 и АС-19 пр. 1837К);
- Обследование места катастрофы теплохода «Адмирал Нахимов» на глубинах 40-60 м в 1986 г. на ЧФ (АС-4 и АС-11);